# سید نورالدین مجتهدی
سید نورالدین مجتهدی (زاده ۱۳۰۲ در زنجان، درگذشته ۱۶ بهمن ۱۳۸۱) پزشک و رئیس بهداری ستاد مشترک ارتش جمهوری اسلامی ایران بود. 
او همچنین داماد اسدالله مبشری وزیر دادگستری در دولت موقت مهدی بازرگان بود.

## تولد و خانواده
تیمسار دکتر سید نورالدین مجتهدی (حسینی الموسوی) در مهرماه سال ۱۳۰۲ شمسی در زنجان متولد شد. پدر وی میرزا محمود حسینی زنجانی از مراجع تقلید و امام جمعه زنجان و از شاگردان میرزای نائینی، سید محمدکاظم یزدی و شیخ محمدحسین غروی اصفهانی بود.
برادر بزرگ وی سید عزالدین حسینی زنجانی از مراجع تقلید شیعه و از شاگردان سید محمد حجت کوه کمره ای، سید حسین بروجردی و سید محمدحسین طباطبائی بود.
او از طرف مادر خود به شیخ الاسلام مؤلف کتاب «علم الکلام و تاریخه فی الاسلام» و نیز شیخ ابوعبدالله زنجانی، اولین عضو ایرانی فرهنگستان دمشق و صاحب آثار ماندگاری چون «تاریخ القرآن» و «الفیلسوف الفارسی الکبیر» منسوب بوده‌است.

## تحصیلات
او پس از تحصیلات مقدماتی در زنجان عازم تهران شد و دیپلم علمی خود را از دارالفنون اخذ نمود. مجتهدی پس از اخذ دیپلم متوسطه با قبولی در کنکور دانشکده پزشکی دانشگاه تهران تحصیلات خود را استمرار داد. در سال سوم پزشکی به خدمت بهداری ارتش درآمد. پس از اتمام تحصیلات پزشکی عمومی، دورهٔ تخصص را در رشتهٔ بیماری‌های کودکان آغاز کرد و از بنیان‌گذار این رشته در ایران، دکتر محمد قریب بهره‌مند شد و جدا از رابطه استاد و شاگردی، رابطه ای دوستانه برقرار ساخت که تا پایان عمر وی، باقی بود.
او سپس جهت ادامه تحصیلات خود عازم فرانسه شد و دوره تخصصی طب اطفال را در دانشکده پزشکی پاریس طی کرد و از شاگردان پروفسور دوبره بود.

## پس از انقلاب
مجتهدی پس از پیروزی انقلاب و به دستور سپهبد قرنی به ریاست بهداری ستاد مشترک ارتش جمهوری اسلامی ایران منصوب شد.
با شروع جنگ تحمیلی مسئولیت او، دو چندان شد. او در کنار یاران خود همچون تیمسار فلاحی، تیمسار دکتر رودگرمی، سرلشکر محمد سلیمی، سرهنگ نصرت نیا، سرهنگ فروزان و شماری دیگر از امیران، افسران، و پزشکان، تمام همت خود را به کار گرفت تا خدمات درمانی به نیروهای نظامی در چنین وضعیتی بحرانی به نحو احسن ارائه گردد.

## درگذشت
سید نورالدین مجتهدی سرانجام در بهمن ماه ۱۳۸۱ شمسی در تهران درگذشت و پیکرش در شهر قم مدفون گردید. 